# Williams FW38
A Williams FW38 egy Formula–1-es versenyautó, amelyet a Williams F1 tervezett a 2016-os Formula–1 világbajnokságra. A csapatnál ebben az évben is ugyanaz a két pilóta: az idény végén visszavonulását bejelentő (de alig egy hónap elteltével visszahívott) Felipe Massa és Valtteri Bottas voltak.

## Áttekintés
Ebben az idényben is a Mercedes motorját használta a csapat. A 2016-os európai nagydíj időmérő edzése alkalmával a Williams ezzel az autóval érte el az új turbómotoros érában a valaha volt legnagyobb végsebességet, amit egy Formula–1-es autó teljesített, mégpedig 378 km/h-val. A mexikói nagydíjon 372,5 km/h-val a valaha volt leggyorsabb versenytempót is elérték.
Ennek ellenére az autó nem teljesített túl jól, túlságosan is hasonlított az elődjére, ahhoz képest érdemi fejlesztést nem kapott, így az évet egyetlen dobogós helyezéssel, és a konstruktőri ötödik hellyel zárták.

## Eredmények
| Év   | Csapat                  | Motor                  | Abroncs | Versenyzők      | Nagydíjak | Nagydíjak | Nagydíjak | Nagydíjak | Nagydíjak | Nagydíjak | Nagydíjak | Nagydíjak | Nagydíjak | Nagydíjak | Nagydíjak | Nagydíjak | Nagydíjak | Nagydíjak | Nagydíjak | Nagydíjak | Nagydíjak | Nagydíjak | Nagydíjak | Nagydíjak | Nagydíjak | Pont | Helyezés |
| Év   | Csapat                  | Motor                  | Abroncs | Versenyzők      | AUS       | BHR       | CHN       | RUS       | ESP       | MON       | CAN       | EUR       | AUT       | GBR       | HUN       | GER       | BEL       | ITA       | SIN       | MAL       | JPN       | USA       | MEX       | BRA       | ABU       | Pont | Helyezés |
| ---- | ----------------------- | ---------------------- | ------- | --------------- | --------- | --------- | --------- | --------- | --------- | --------- | --------- | --------- | --------- | --------- | --------- | --------- | --------- | --------- | --------- | --------- | --------- | --------- | --------- | --------- | --------- | ---- | -------- |
| 2016 | Williams Martini Racing | Mercedes PU106C Hybrid | P       | Felipe Massa    | 5         | 8         | 6         | 5         | 8         | 10        | Ki        | 10        | 20†       | 11        | 18        | Ki        | 10        | 9         | 12        | 13        | 9         | 7         | 9         | Ki        | 9         | 138  | 5.       |
| 2016 | Williams Martini Racing | Mercedes PU106C Hybrid | P       | Valtteri Bottas | 8         | 9         | 10        | 4         | 5         | 12        | 3         | 6         | 9         | 14        | 9         | 9         | 8         | 6         | Ki        | 5         | 10        | 16        | 8         | 11        | Ki        | 138  | 5.       |

Megjegyzés:
- † – Nem fejezte be a futamot, de rangsorolva lett, mert teljesítette a versenytáv 90%-át.